# Флаг Лас-Вегаса
Флаг Лас-Вегаса — официальный символ города Лас-Вегас, штат Невада, США. Принят 2 октября 1968 года, чему предшествовал организованный городским советом 7 апреля 1965 года конкурс на проект флага. Победителем стал Кеннет А. Бутон — помощник городского управляющего.
Флаг представляет собой полотнище королевского синего цвета, от верхней части древка которого исходит по диагонали серая полоса. На месте крыжа, перекрывая полосу, расположена печать Лас-Вегаса. Королевский синий цвет символизирует синее небо штата. Серая полоса является отсылкой к прозвищу Невады — «Серебряный штат». Печать, окаймлённая серыми надписями City of Las Vegas сверху и Nevada снизу на синем фоне, изображает три высотных здания с жёлтыми вывесками, которые символизируют туризм — важную составляющую экономики города. Слева от зданий расположена плотина Гувера белого цвета — большая достопримечательность округа Кларк, через которую протекает река Колорадо. Слева от неё видна небольшая часть бурого клифа, означающего горную местность. Справа от зданий находятся силуэт горы Санрайз и юкка коротколистная — отсылка к пустынному ландшафту местности. Над горой поднимается жёлтое солнце с оранжевыми лучами. В небе, которое немного светлее королевского синего, летит чёрный самолёт и оставляет след такого же цвета. Он указывает на важность воздушного транспорта в регионе, как гражданского, так и военного.
В 2004 году Североамериканская вексиллологическая ассоциация поставила флаг Лас-Вегаса на 93-е место в списке 150 лучших флагов городов США.